# Пальеозеро
Па́льеозеро — озеро в Кондопожском районе Республики Карелия.

## Общие сведения

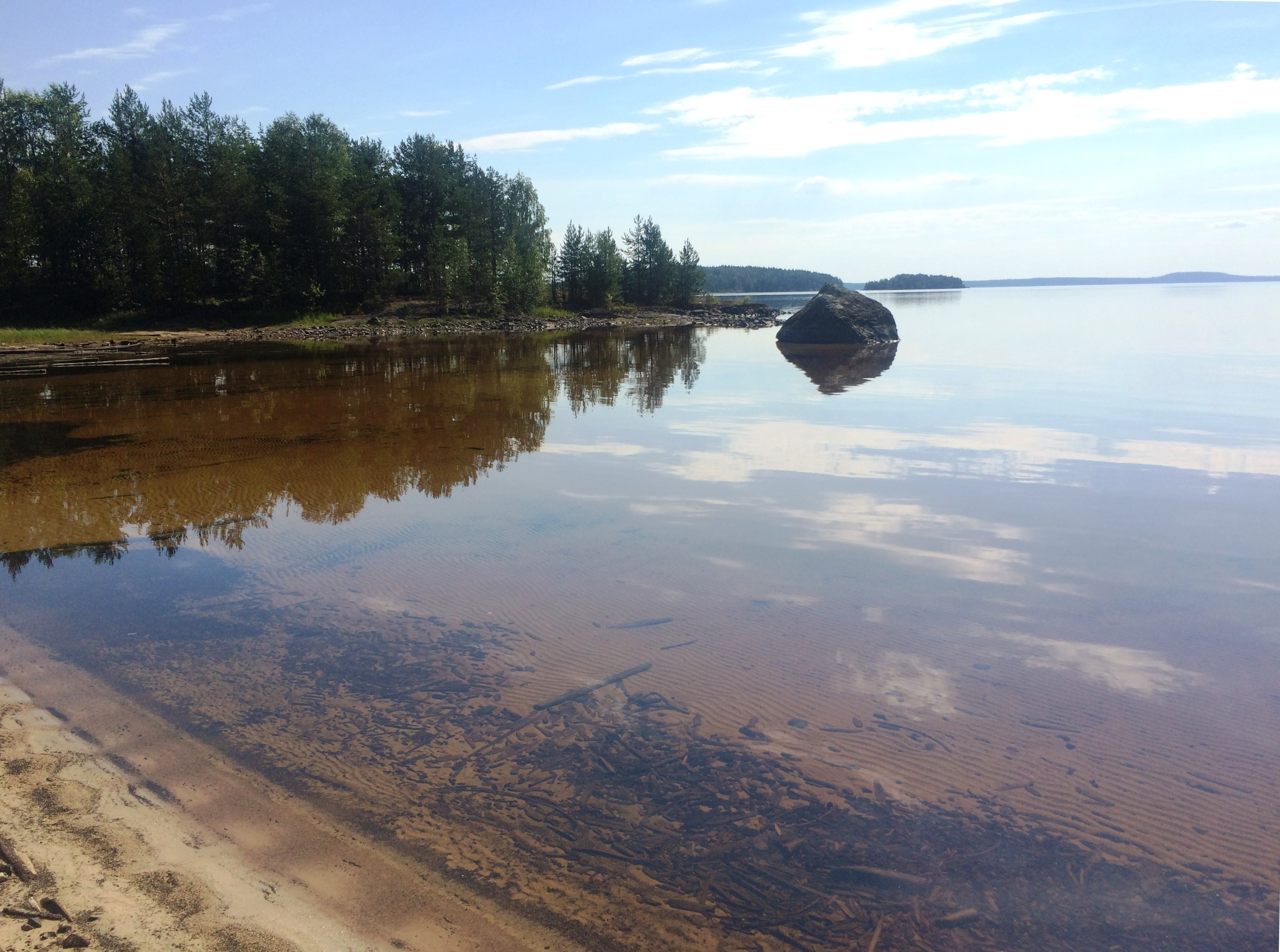
Вид с западного берега, 2020

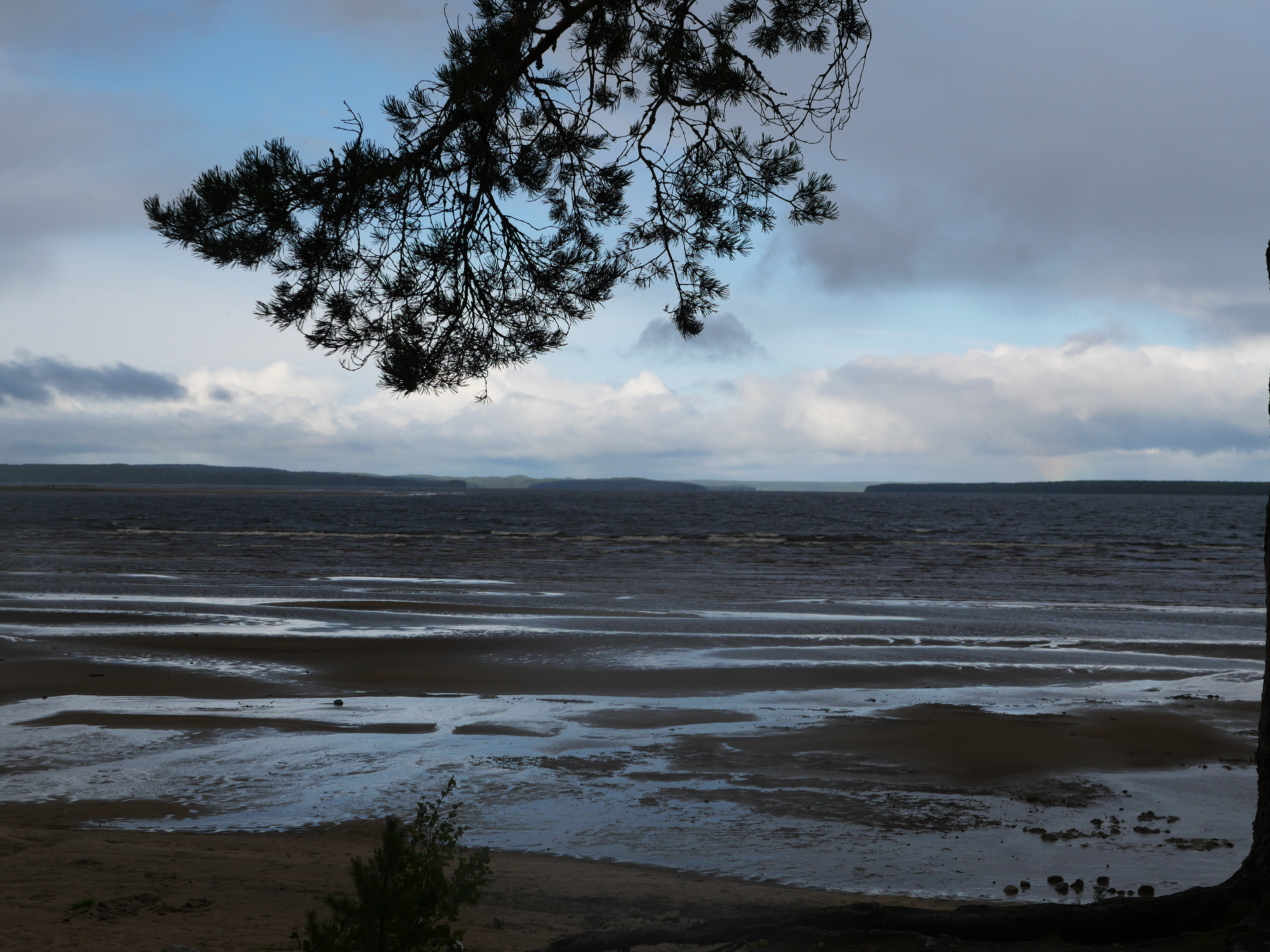
Шторм на озере (юго-западный берег), 2021

Объём воды — 1,8 км³, площадь поверхности — 100,2 км², площадь водосборного бассейна — 6110 км², высота над уровнем моря — 70 м.
Котловина тектонического происхождения.
Озеро вытянуто с севера на юг. Берега высокие, скалистые и песчаные. В середине озера расположен остров Большой. Общее количество островов на озере — восемь общей площадью 5,6 км². Дно покрыто илом, у берегов грунты каменистые и песчаные.
В озеро впадают реки Талпус и Эльмус. После постройки Кондопожской ГЭС в Пальеозеро по деривационному каналу (Пионерский канал) перебрасывается вода реки Суна, а само озеро стало Пальеозерским водохранилищем. Вытекает река Нива в северной части озера.
Замерзает в ноябре-декабре, вскрывается в апреле-мае.
В озере обитают сиг, хариус, щука, окунь, плотва, ряпушка, судак, лещ.
Используется как водохранилище для гидрорегулирования в системе Сунских ГЭС, служит приёмником коммунально-бытовых сточных вод посёлка Гирвас.
Параллельно восточному берегу Пальеозера проходит автомобильная трасса E105. На берегу озера находится один населённый пункт — село Святнаволок.

## Панорама

Панорама